# Benedeniporidae
Benedeniporidae is een monotypische familie van mosdiertjes (Bryozoa) uit de orde van de Ctenostomatida.  De wetenschappelijke naam ervan is in 1897 voor het eerst geldig gepubliceerd door Yves Delage en Edgard Hérouard.

## Geslacht
- Benedenipora Pergens, 1889